# Kershopefoot
Kershopefoot – przysiółek w Anglii, w Kumbrii, w dystrykcie (unitary authority) Cumberland. Leży 29 km na północ od miasta Carlisle i 441 km na północny zachód od Londynu.